# Olaria
Olaria este un oraș în Minas Gerais (MG), Brazilia.